# Drapetis tibialis
Drapetis tibialis är en tvåvingeart som beskrevs av Rogers 1983. Drapetis tibialis ingår i släktet Drapetis och familjen puckeldansflugor.
Artens utbredningsområde är Panama. Inga underarter finns listade i Catalogue of Life.